# Cookies!
Cookies! är en låt av det amerikanska komedibandet Ninja Sex Party som släpptes som deras tolfte singel den 28 april 2015. Låten var tidigare med på deras tredje studioalbum Attitude City släppt 17 juli 2015.